# ستيفن أوج
سِتيفن أَوْج (بالإنجليزية: Steven Ogg) هو ممثل ومؤدي صوتي كندي (ولد بتاريخ 4 نوفمبر 1973 في كالغاري، كندا).

## أعماله
أشهر أعماله هو عندما أدى الأداء الصوتي في لعبة جراند ثيفت أوتو 5 بدور «تريفور فيليبس» وأيضا ظهر في مسلسل الموتى السائرون وايضا في فيلم لم يمت أبدا.

## وصلات خارجية
- ستيفن أوج على موقع IMDb (الإنجليزية)
- ستيفن أوج على موقع ألو سيني (الفرنسية)
- ستيفن أوج على موقع أول موفي (الإنجليزية)
- ستيفن أوج على موقع قاعدة بيانات الفيلم (الإنجليزية)
- ستيفن أوج على موقع كينوبويسك (الروسية)

الموقع الرسمي
صفحته على IMDb